# Nederlands Architectuurinstituut

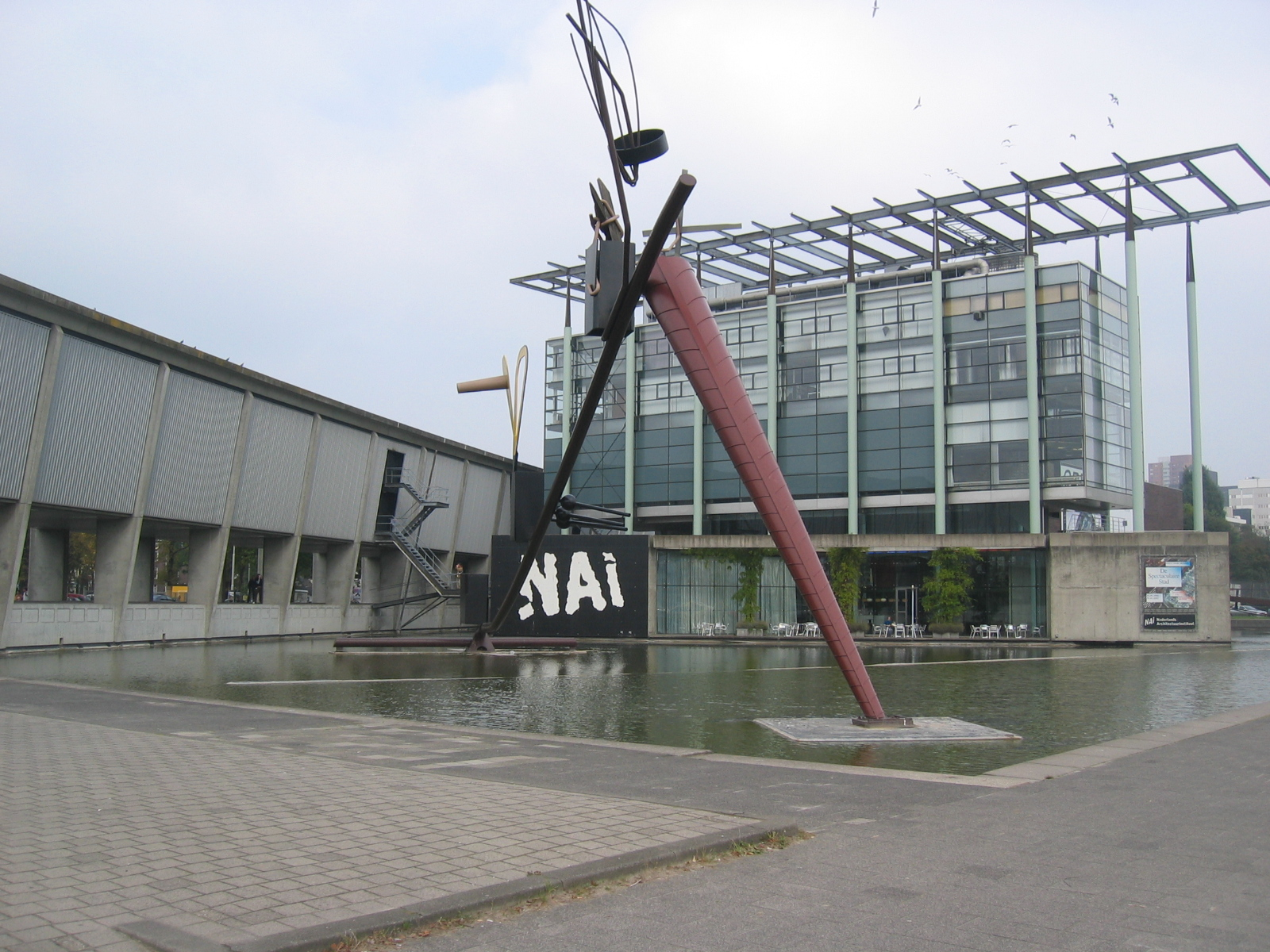
Gebäude des NAi.

Das Nederlands Architectuurinstituut (Abkürzung: NAi) in Rotterdam (Niederlande) war das größte Architekturzentrum weltweit. Es war der zentrale Ort in den Niederlanden für alle Aspekte der Architektur. Gegründet 1988, residierte es seit 1993 in einem von Jo Coenen entworfenen Neubau beim Museumpark Rotterdam. 2013 ging es auf in Het Nieuwe Instituut.

## Aufgaben und Sammlungen
Eine wichtige Aufgabe war die Archivierung niederländischer Architektur. In einem 200 m langen Archivgebäude war eine imposante Sammlung untergebracht, die 18 km Regale mit Zeichnungen und Modellen von historischer und zeitgenössischer Architektur in den Niederlanden umfasste.
Die Bibliothek war öffentlich zugänglich und besaß 35.000 Bücher und 170 Zeitschriften. Der Schwerpunkt lag auf dem 19. und 20. Jahrhundert. Das NAi gab eigene Fachpublikationen heraus, die Sammlungs- und Ausstellungsinhalte darstellten und unterstützte Publikationen niederländischer Architekten.
Eine Dauerausstellung zeigte dem Besucher in klassischer Weise anhand von herausragenden Beispielen die Chronologie der niederländischen Architekturstile der letzten Jahrhunderte. Modelle, Fotos, Pläne und kurze Texte erläuterten diesen architekturgeschichtliche Ausstellung. Daneben wurden eine Vielzahl von temporären Ausstellungen organisiert. Zeitgenössische Themen und Ausstellungen, die sich auf bestimmte Architekten konzentrierten, zogen besonders viele Besucher an. Es gab aber auch kleinere Ausstellungen, die zum Beispiel Abschlussarbeiten von Studenten zeigten.
Das vom Architekten van der Vlugt geplante Haus Sonneveld ist eine Villa von 1933 im Stil des Neuen Bauens und steht in unmittelbarer Nähe zum ehemaligen NAi. Es wird als Anschauungsobjekt genutzt und dient als 1:1 Modell, um den Besuchern zu zeigen, wie ein Architekturkonzept („Licht, Luft und Raum“) seine Umsetzung in einem Gebäude findet. Das Haus ist organisatorisch dem Nieuwe Instituut angegliedert.
Auch der angrenzende Museumspark mit dem Museum Boijmans Van Beuningen, dem Chabot Museum (1938, Neue Sachlichkeit) und der Kunsthalle (1992) von Rem Koolhaas wurde bei den Besucherführungen miteinbezogen, so dass die Auseinandersetzung mit Architektur nicht auf die Inhalte des Museums beschränkt, sondern in den Kontext der Umgebung gestellt wurde.
Es gab ein eigenes Programm für die circa 1500 Kinder und Jugendlichen, die das NAi monatlich besuchten. Die Gruppen wurden durch das Haus geführt und ihnen wurden in kindgerechter Weise Grundbegriffe der Architektur nahegebracht. Die Führungen waren sehr locker, es ging nicht so sehr darum, Inhalte zu transportieren, das Ziel war vielmehr, die Sensibilität der Kinder zu erhöhen und ihnen persönliche Anknüpfungspunkte zu bieten. Nach der Führung wurden die Kinder in einem Workshop selbst aktiv und bastelten eigene Modelle.
Im Forum des NAi, einem Vortragssaal fanden Werkvorträge, Lesungen und Symposien für Fachleute und Laien statt. Abgerundet wurde das Angebot durch ein Café und einen Büchershop.

## Ende
Nach einem Brief vom 10. Juli 2011 von Staatssekretär Halbe Zijlstra an die Tweede Kamer wurde beschlossen, das NAI mit Premsela (Nederlands Instituut voor design en mode) und Virtueel Platform (kennisinstituut voor e-cultuur) ab dem 1. Januar 2013 zum Het Nieuwe Instituut voor architectuur, design en e-cultuur zu fusionieren.
Der Direktor der neuen Organisation ist Guus Beumer.